# Cleocnemis bryantae
Cleocnemis bryantae es una especie de araña cangrejo del género Cleocnemis, familia Philodromidae. Fue descrita científicamente por Gertsch en 1933.

## Distribución
Esta especie se encuentra en Paraguay.